# Mesorhizobium ciceri
Espèce
Mesorhizobium ciceri est une espèce de bactéries de la famille des Phyllobacteriaceae. Ces bactéries symbiotiques à Gram négatif forment des nodosités avec le Pois chiche et peuvent être inoculées dans les champs de Pois chiche pour améliorer le rendement agricole.

## Description
Ce sont des bacilles à Gram négatif, aérobies, non sporulantes. Les colonies sur gélose Chapman sont circulaires, opaques et mesurent 2 à 4 mm de diamètre en trois à cinq jours à 28°C. La température maximale de croissance est de 40°C pour la plupart des souches. Ces bactéries sont capables de se développer sur des milieux minimaux, peuvent généralement tolérer 2% (pt/vol) de NaCl et se développent à des pH de 5,0 à 10,0. Elles sont résistantes à l'acide nalidixique, à la carbénicilline, au chloramphénicol et au triméthoprime-sulfaméthoxazole et sont capables d'assimiler jusqu'à 73 composés comme seules sources de carbone. La teneur en G + C de l'ADN varie de 63 à 64 %.

## Systématique
Le nom correct complet (avec auteur) de ce taxon est Mesorhizobium ciceri (Nour et al. 1994) Jarvis et al. 1997. L'espèce a été initialement décrite en 1994 sous le basionyme Rhizobium ciceri Nour et al. 1994. L'épithète spécifique ciceri signifie « de Cicer », nom du genre biologique du Pois chiche (Cicer arietinum). L'espèce a été déplacée en 1997 dans le nouveau genre Mesorhizobium.

## Utilisation
Certaines souches de Mesorhizobium ciceri peuvent être des inoculants efficaces pour la croissance et l'amélioration du rendement du Pois chiche,. Les pesticides inhibent la croissance, perturbent la morphologie et réduisent la perméabilité et la capacité de production d'antioxydants de ces bactéries. Cependant, la capacité à supporter des concentrations plus élevées de fongicides, à sécréter des modulateurs de croissance des plantes même sous la pression des fongicides, et les caractéristiques inhérentes à la réduction du niveau de proline et des enzymes de défense des plantes font de M. ciceri un excellent choix pour augmenter la production sûre du Pois chiche même dans les sols contaminés par les fongicides.